# هنگ‌دیان ورلد استودیوز
هنگ‌دیان ورلد استودیوز (چینی ساده: 横店影视城; پین‌یین: Héngdiàn Yǐngshìchéng؛ انگلیسی: Hengdian World Studios) یک استودیوی فیلم واقع شده در هنگدیان، یک شهرک چینی در شهر دونگ‌یانگ، استان ژجیانگ است. این یکی از بزرگ‌ترین استودیوهای فیلم در جهان است. این استودیوی فیلم توسط شرکت خصوصی هنگ‌دیان گروپ که توسط شو وِن‌رونگ تأسیس شده‌است، اداره می‌شود. شو ون‌رونگ جریب‌هایی از زمین‌های کشاورزی در مرکز استان ژجیانگ را به یکی از بزرگ‌ترین استودیوهای فیلم در آسیا تبدیل کرد. ساخت و ساز آن از اوسط دههٔ ۱۹۹۰ آغاز شد.

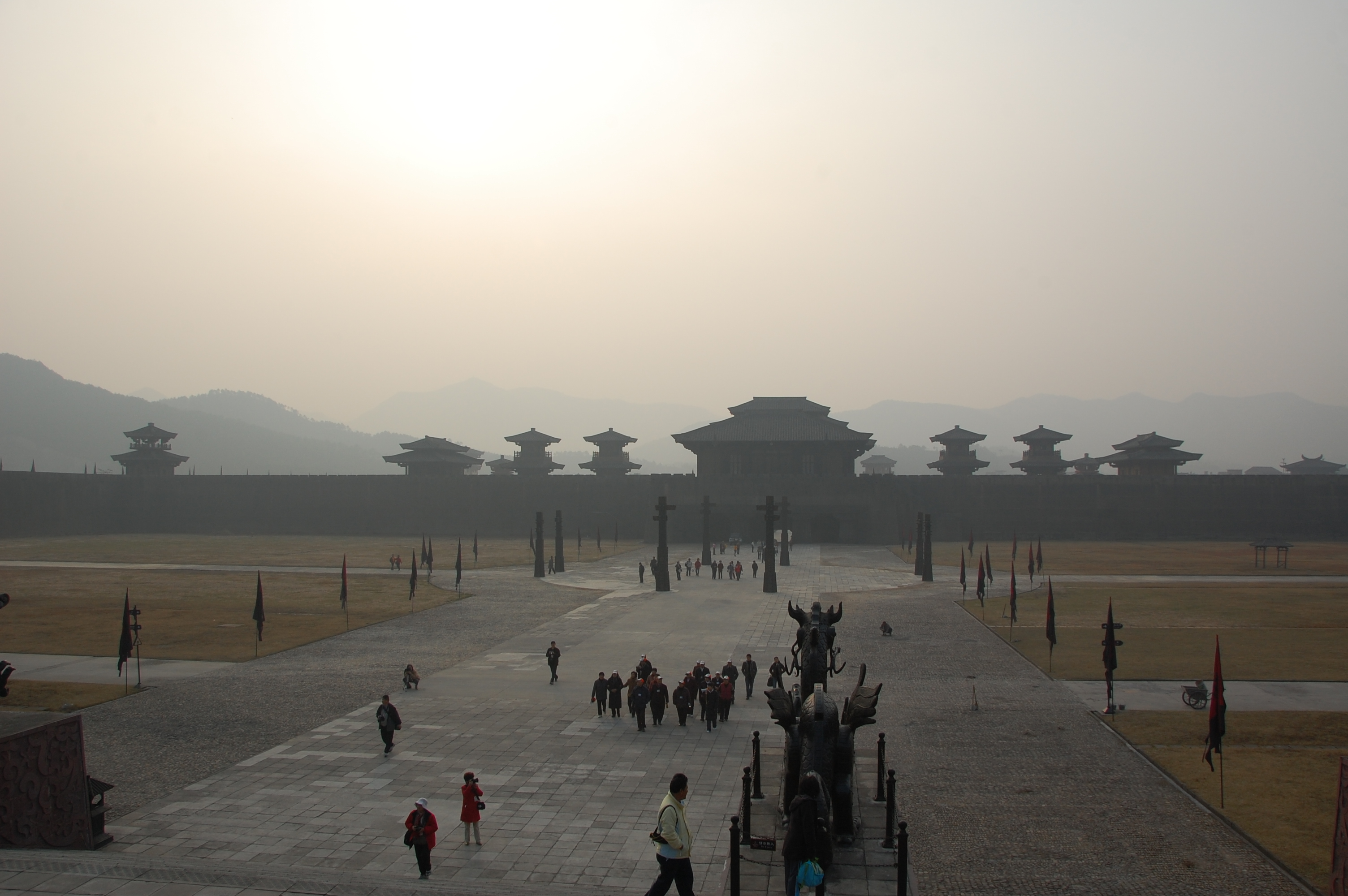
نسخه بدل در اندازه واقعی قصر امپراتوری چین در هنگ‌دیان ورلد استودیوز

سکانسی از فیلم‌برداری یک مجموعه تلویزیونی در هنگ‌دیان ورلد استودیوز